# Kempnyia neotropica
Kempnyia neotropica és una espècie d'insecte plecòpter pertanyent a la família dels pèrlids.

## Hàbitat
En el seu estadi immadur és aquàtic i viu a l'aigua dolça, mentre que com a adult és terrestre i volador.

## Distribució geogràfica
Es troba a Sud-amèrica: el Brasil (São Paulo, Espírito Santo, Rio Grande do Sul, Santa Catarina i Goiás).